# Houston Rhines
Brent Houston Rhines, né le 25 mars 1980 à Cuyahoga Falls dans l'Ohio, est un acteur et réalisateur américain.

## Carrière
Houston Rhines naît dans l'Ohio, deuxième de trois garçons. Il est passionné de base ball.
Il fait ses débuts à la télévision en 1999 obtenant le rôle d'un serveur dans le soap opera américain Passion. Parallèlement à ses petits rôles de figuration et d'acteur, il gagne sa vie en tant que mannequin. Il apparaît en 2005 dans America's Next Top Model et joue le petit ami dans le clip musical de Kelly Clarkson, My Life Would Suck Without You, en février 2009. Il se fait remarquer dans Friday Night Fright en 2009. Il tient le rôle principal de eCupid en 2011, puis joue Victor Salazar dans le court métrage Diary of a Vampire de Barret Perlman en 2012.

## Filmographie partielle

### Comme acteur

#### Cinéma
- 2004 : The Sisterhood : Eric
- 2011 : eCupid : Marshall
- 2014 : Courting Chao : Madonna's Volunteer
- 2015 : Marions-nous ! (Jenny's Wedding) : Frankie
- 2019 : Meurtre avec (pré)méditation : Detective Stone
- 2019 : Before the Dawn : Andrew Matthews
- 2020 : Angels Fallen : Gabriel
- 2021 : Fatal Memory : Paul

##### Courts-métrages
- 2009 : Road to Moloch : Houston
- 2010 : One Night Stand Off : Billy
- 2010 : Friday Night Fright : Christopher
- 2012 : Diary of a Vampire : Victor Salazar
- 2015 : Peyton Manning finally gets Tom Brady : Peyton Manning
- 2016 : Average Life : Jason
- 2016 : Hard Corps : Mike
- 2016 : Happy Valentine's Day : Jon
- 2021 : Taste the Difference! : Interviewer

#### Télévision

##### Séries télévisées
- 2007 : Esprits criminels (saison 3, épisode 11) : Guy
- 2008 : Scrubs (saison 7, épisode 8) : Brother #1
- 2009 : How I Met Your Mother (saison 4, épisode 16) : Jerry
- 2011 : Castle (saison 3, épisode 19) : Stephen Addison
- 2011 : Grey's Anatomy (saison 8, épisode 5) : Boy
- 2013 : Brooklyn Nine-Nine (saison 1, épisode 4) : Gabe
- 2013 : ParodyX (mini-série, ép 3 / 4) : Hunk / Host
- 2014 : Severance (mini-série, épisode 8) : Bradley
- 2017 : Training Day (saison 1, épisode 2) : Nelson Campos
- 2017 : The Mindy Project (saison 6, épisode 10) : Last Guy
- 2017-2018 : Emperors Funnies (mini-série) : Corey / Brad / Brian / Barista / Peter / Bud Spencer
- 2020 : Hawaii 5-0 (saison 10, épisode 16) : Dr Paulson
- 2024 : New York, police judiciaire : Nick Walsh (saison 24, épisode 3)

##### Téléfilms
- 2018 : Noël dans la peau d'une autre (A Christmas Switch) de Brian Herzlinger : Paul Turner
- 2021 : Beau, riche et mortel (Crazy, Rich and Deadly) de Danny Buday : Owen

### Comme réalisateur
- 2015 : Peyton Manning finally gets Tom Brady